# Engie Cofely
 (octobre 2014).
Engie Cofely, filiale du groupe Engie, est une société de services en efficacité énergétique et environnementale en direction des entreprises et aux collectivités. Engie Cofely est devenue Engie Solutions le 1er janvier 2020. Engie Cofely emploie 12 000 salariés en France et a réalisé un chiffre d’affaires de 2,5 milliards d'euros en 2016.
Engie Cofely est présent dans :
- l’amélioration de la performance énergétique des bâtiments,
- la production locale d’énergies renouvelables,
- la maintenance multitechnique et le Facility Management.

## Historique
En 1994, Elyo est créé. L'entreprise conçoit et met en œuvre des solutions pour optimiser la consommation d’énergies utiles en intégrant la production et la distribution de ces énergies.
En 1995, Jean-Paul George (ancien No 2 de GDF, et directeur commercial d'EDF-GDF) fonde Cofathec . Première filiale de Gaz de France, Cofathec est une société de services spécialisée dans les services énergétiques, la gestion des réseaux de chaleur et la réalisation des travaux de réseaux de chaleur et de froid.
En 2008, Gaz de France et Suez fusionnent.
En 2009, la marque Cofely voit le jour, issue du regroupement des sociétés Cofathec et Elyo. Son nom repose sur une reprise des trois premières lettres de chaque entreprise.
En 2016, Cofely services devient Engie Cofely.
En 2020, Engie Cofely est rapprochée d'Engie Axima, Engie Ineo et Engie Réseaux et devient Engie Solutions.

## Chiffres clés
- 12 000 collaborateurs
- 2,8 milliards d’euros de chiffre d’affaires (2018)
- 132 sites de cogénération (2018)
- 159 réseaux de chaleur et de froid (2018)
- 350 chaufferies biomasse
- 1,66 million de tonnes de CO2 évitées (2018)

### Identité visuelle

Logotype de Cofely de 2009 à 2015.
Logotype d'Engie Cofely depuis 2015.